# Upholland
Upholland è una cittadina del Lancashire, in Inghilterra.